# Manuel Raimundo Querino

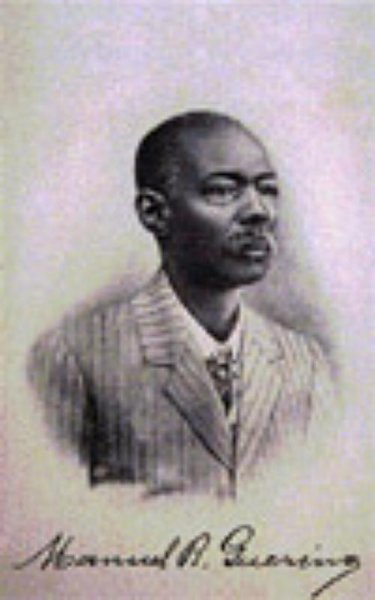
Manuel Raimundo Querino

Manuel Raimundo Querino (geboren am 28. Juli 1851 in Santo Amaro da Purificação, Recôncavo, Bahia; gestorben am 14. Februar 1923 in Salvador, Bahia) war ein afrobrasilianischer Künstler und Intellektueller. Querinos wegweisende ethnografische Arbeiten konzentrierten sich auf die Beiträge der Afrikaner zur brasilianischen Geschichte und Kultur. Der Historiker E. Bradford Burns bewertet seine Beiträge wie folgt: „Querino was the first black to write Brazilian history, a task to which he brought a much-needed perspective.“ („Querino war der erste Schwarze, der [über] brasilianische Geschichte schrieb, eine Aufgabe, in die er eine dringend benötigte Perspektive einbrachte.“)

## Schriften (Auswahl)
- Manuel Querino: A Raça Africana E Os Seus Costumes. 1955 (Coleção de Estudos Brasileiros (Série Cruzeiro)).
- Manuel Querino: Costumes Africanos no Brasil. Fundação Joaquim Nabuco, Recife 1988.
- Manuel Querino: The African Contribution to Brazilian Civilization. Arizona State University, Center for Latin American Studies, 1978.